# HiSCORE
Das HiSCORE Experiment (Akronym für englisch Hundred*i Square km Cosmic ORigin Explorer) ist ein Projekt an der Universität Hamburg zur Erforschung des Ursprungs und der Beschaffenheit der kosmischen Strahlung.
HiSCORE ist vorgesehen, um sowohl direkt kosmische Strahlung als auch die von kosmischer Strahlung stammende Gamma-Strahlung nachweisen zu können. Mit einem großflächigen, weitwinkligem Detektorfeld sollen Luftschauer anhand ihres Cherenkovlichtblitzes gemessen werden. Diese Luftschauer werden von primären Gamma-Strahlen und kosmischen Strahlen ausgelöst. Dadurch wird HiSCORE in einem Energiebereich für Gamma-Strahlung messen, in dem bisher noch nicht mit vergleichbarer Empfindlichkeit gemessen werden konnte.

## Ziele
Die Hauptmotivation von HiSCORE ist die Klärung der Frage nach dem Ursprung der kosmischen Strahlung, die fast 100 Jahre nach ihrer Entdeckung durch Victor Franz Hess unbeantwortet bleibt. Weitere Motivationen sind:
- Die Messung des Energiespektrums der kosmischen Strahlung im Übergangsbereich vom galaktischen zum extragalaktischen Ursprung
- Messung diffuser galaktischer und extragalaktischer Gamma-Strahlung
- Indirekte Messung galaktischer Strahlungsfelder und der kosmischen Hintergrundstrahlung
- Messung des Wirkungsquerschnittes von Proton-Proton-Stößen
- Suche nach Quark-Gluon-Plasma in Luftschauern
- Suche nach Axionen
- Suche nach Verletzung Lorentz-Invarianz
- Suche nach dunkler Materie (Wimpzillas)

## Der Detektor
Das Detektorfeld wird aus einigen 100 bis 1000 einzelnen Stationen bestehen, die etwa auf Meereshöhe im Abstand von 100 m bis 200 m in einem Gitter angeordnet werden sollen. Eine Station besteht aus vier lichtempfindlichen Detektoren (Photomultipliern), die in Koinzidenz geschaltet die Cherenkovlichtblitze aufzeichnen können. Die aufgezeichneten Lichtsignale erlauben eine Rekonstruktion der Luftschauer und somit der sie auslösenden primären Gamma-Strahlen und kosmischen Strahlen (Primärteilchen). Die Lichtintensität und die Zeitverteilung der Lichtsignale gibt dabei Aufschluss über die Richtung, die Energie und die Natur (Gammaquant oder Hadron) des Primärteilchens.
Das Projekt wurde 2008 initiiert und befindet sich derzeit in der ersten Phase, mit Prototypmessungen auf dem Gelände des Tunka-Experiments in Sibirien. Das Projekt wird unterstützt von der Universität Hamburg, der Deutschen Forschungsgemeinschaft und der Helmholtz-Gemeinschaft Deutscher Forschungszentren. HiSCORE findet unter seinem früheren Namen SCORE (Study for a Cosmic ORigin Explorer) auch Erwähnung in der Roadmap des AStroParticle ERAnet.
Bis 2013 ist der Aufbau von mindestens 25 Detektorstationen in einem Testfeld (engl. Engineering-array, Kurzform HiSCORE-EA) auf dem Tunka-Gelände vorgesehen. Die Finanzierung der ersten 25 Stationen für HiSCORE-EA steht. Abhängig davon, wie viele zusätzliche Stationen von Russischer Seite dazukommen werden, kann HiSCORE-EA eine Fläche von 0,5 bis 1 km² abdecken. Vorbereitende Aktivitäten für ein größeres Detektorfeld, das zum Aufbau in Australien geplant ist, umfassen neben den Prototypierungsarbeiten die Simulation des Detektors, die Entwicklung von Rekonstruktionsalgorithmen und die Messung des Nachthimmelsleuchten in Australien.